# Šeřík čínský
Šeřík čínský (Syringa × chinensis) je rostlina z čeledi olivovníkovité (Oleaceae). Vzrůstem dosahuje velikosti keře vysokého 3 až 4 metry. Jedná se o křížence šeříku obecného (Syringa vulgaris) s druhem šeříku Syringa protolaciniata.
Šeřík čínský kvete v měsíci květnu. Jeho květy jsou růžovofialové. Stavbou jsou pak trubkovité, čtyřcípé. Vyznačují se také svojí charakteristickou vůní.
Vysazován je díky své nenáročnosti a mrazuvzdornosti.